# Campeonato Mundial de Atletismo em Pista Coberta de 2010 - 800 m masculino
A prova dos 800 metros masculino do Campeonato Mundial de Atletismo em Pista Coberta de 2010 foi disputada entre 12 e 14 de março no ASPIRE Dome, em Doha.

## Recordes
Antes desta competição, os recordes mundiais e do campeonato nesta prova eram os seguintes:
| Tipo                  | Atleta          | Tempo   | Local | Data               |
| --------------------- | --------------- | ------- | ----- | ------------------ |
|                       | Wilson Kipketer | 1:42.67 | Paris | 9 de março de 1997 |
| Recorde do campeonato | Wilson Kipketer | 1:42.67 | Paris | 9 de março de 1997 |

## Medalhistas
| Ouro                | Prata                      | Bronze             |
| Abubaker Kaki (SUD) | Boaz Kiplagat Lalang (KEN) | Adam Kszczot (POL) |

## Resultados

### Eliminatórias
Estes são os resultados das eliminatórias. Os 21 atletas inscritos foram divididos em cinco baterias, se classificando para as semifinais os dois melhores de cada bateria (Q) mais os dois melhores tempos no geral (q).
| Bateria 1 | Bateria 1               | Bateria 1 | Bateria 1       |
| Pos.      | Atleta                  | Tempo     | Notas           |
| --------- | ----------------------- | --------- | --------------- |
| 1         | SUD Ismail Ahmed Ismail | 1:46.69   | Q               |
| 2         | GBR Andrew Osagie       | 1:47.40   | Q               |
| 3         | BRA Kléberson Davide    | 1:49.69   | Recorde pessoal |
| 4         | MON Brice Etès          | 1:53.52   |                 |
|           | USA Nick Symmonds       | DSQ       |                 |

| Bateria 2 | Bateria 2           | Bateria 2 | Bateria 2       |
| Pos.      | Atleta              | Tempo     | Notas           |
| --------- | ------------------- | --------- | --------------- |
| 1         | SUD Abubaker Kaki   | 1:47.48   | Q               |
| 2         | ESP David Bustos    | 1:47.65   | Q               |
| 3         | BRA Fabiano Peçanha | 1:48.29   | q,              |
| 4         | GBR Ed Aston        | 1:50.32   |                 |
| 5         | NCA Edgar Cortez    | 1:58.47   | Recorde pessoal |

| Bateria 3 | Bateria 3            | Bateria 3 | Bateria 3            |
| Pos.      | Atleta               | Tempo     | Notas                |
| --------- | -------------------- | --------- | -------------------- |
| 1         | FRA Kevin Hautcoeur  | 1:50.61   | Q                    |
| 2         | CZE Jakub Holuša     | 1:50.64   | Q                    |
| 3         | ITA Mario Scapini    | 1:50.74   |                      |
| 4         | IRL David McCarthy   | 1:51.88   | Recorde da temporada |
| 5         | SWE Mattias Claesson | 1:51.96   |                      |

| Bateria 4 | Bateria 4                | Bateria 4 | Bateria 4       |
| Pos.      | Atleta                   | Tempo     | Notas           |
| --------- | ------------------------ | --------- | --------------- |
| 1         | KEN Boaz Kiplagat Lalang | 1:49.16   | Q               |
| 2         | ESP Luis Alberto Marco   | 1:49.57   | Q               |
| 3         | USA Duane Solomon        | 1:49.69   | q               |
| 4         | KUW Mohammad Al-Azemi    | 1:52.54   |                 |
| 5         | COD Elie Monga           | 1:57.02   | Recorde pessoal |
| 6         | SAM Iulio Lafai          | 2:07.08   | Recorde pessoal |

| Bateria 5 | Bateria 5             | Bateria 5 | Bateria 5            |
| Pos.      | Atleta                | Tempo     | Notas                |
| --------- | --------------------- | --------- | -------------------- |
| 1         | POL Adam Kszczot      | 1:50.15   | Q                    |
| 2         | AUT Andreas Rapatz    | 1:50.35   | Q                    |
| 3         | HAI Moise Joseph      | 1:50.43   |                      |
| 4         | LTU Vitalij Kozlov    | 1:50.92   |                      |
| 5         | BHR Belal Mansoor Ali | 1:51.22   | Recorde da temporada |
| 6         | MLI Moussa Camara     | 1:55.84   | Recorde pessoal      |

### Semifinais
Estes são os resultados das semifinais. Os 12 atletas classificados foram divididos em duas baterias, se classificando para a final os três melhores de cada bateria (Q).
| Semifinal 1 | Semifinal 1              | Semifinal 1 | Semifinal 1     |
| Pos.        | Atleta                   | Tempo       | Notas           |
| ----------- | ------------------------ | ----------- | --------------- |
| 1           | SUD Abubaker Kaki        | 1:46.45     | Q               |
| 2           | KEN Boaz Kiplagat Lalang | 1:46.73     | Q               |
| 3           | POL Adam Kszczot         | 1:46.90     | Q               |
| 4           | ESP David Bustos         | 1:47.05     | Recorde pessoal |
| 5           | FRA Kevin Hautcoeur      | 1:47.50     | Recorde pessoal |
| 6           | BRA Fabiano Peçanha      | 1:49.70     |                 |

| Semifinal 2 | Semifinal 2             | Semifinal 2 | Semifinal 2 |
| Pos.        | Atleta                  | Tempo       | Notas       |
| ----------- | ----------------------- | ----------- | ----------- |
| 1           | ESP Luis Alberto Marco  | 1:51.05     | Q           |
| 2           | CZE Jakub Holuša        | 1:51.08     | Q           |
| 3           | SUD Ismail Ahmed Ismail | 1:51.25     | Q           |
| 4           | GBR Andrew Osagie       | 1:51.29     |             |
| 5           | USA Duane Solomon       | 1:51.82     |             |
| 6           | AUT Andreas Rapatz      | 1:52.43     |             |

### Final
Estes são os resultados da final:
| Pos.              | Atleta                   | Tempo   | Notas                |
| ----------------- | ------------------------ | ------- | -------------------- |
| Medalha de ouro   | SUD Abubaker Kaki        | 1:46.23 | Recorde da temporada |
| Medalha de prata  | KEN Boaz Kiplagat Lalang | 1:46.39 |                      |
| Medalha de bronze | POL Adam Kszczot         | 1:46.69 |                      |
| 4                 | SUD Ismail Ahmed Ismail  | 1:46.90 |                      |
| 5                 | CZE Jakub Holuša         | 1:47.28 |                      |
| 6                 | ESP Luis Alberto Marco   | 1:48.99 |                      |

Legenda
| Recorde mundial       | Recorde mundial (World record)               |                       | Recorde africano                      | Recorde africano (African) |                                           | Q | Classificado por posição (Qualified) |
| Recorde do campeonato | Recorde do campeonato (Championship record)  | Recorde da América    | Recorde da América (Americas)         | q                          | Classificado por melhor tempo (Qualified) |   |                                      |
| Melhor marca do ano   | Melhor marca do ano (World leading)          | Recorde asiático      | Recorde asiático (Asian)              | DNS                        | Não largou (Did not start)                |   |                                      |
| Recorde nacional      | Recorde nacional (National record)           | Recorde europeu       | Recorde europeu (European)            | DNF                        | Não terminou (Did not finish)             |   |                                      |
| Recorde pessoal       | Recorde pessoal do atleta (Personal best)    | Recorde da Oceania    | Recorde da Oceania (Oceania)          | DSQ / DQ                   | Desclassificado (Disqualified)            |   |                                      |
| Recorde da temporada  | Recorde da temporada do atleta (Season best) | Recorde sul-americano | Recorde sul-americano (South America) | NM                         | Sem marca (No mark)                       |   |                                      |